# ヨアケモノ
『ヨアケモノ』は、芝田優作による日本の漫画。『ジャンプVS』（集英社）において読み切りが掲載された後、『週刊少年ジャンプ』（同）において2014年34号から同年50号まで連載された。　

## 登場人物

### 主要人物
暁月 刃朗（あかつき じんろう）
朱色の髪の小柄な、額に「犬」と彫られた刺青がある少年。1850年（天保21年）?月?日生まれ。14歳。近江国（現在の滋賀県）出身。身長は五尺一寸（153cm）。流派は我流逆手二刀剣術。好物は甘い物・自然・山。趣味は銀との剣術勝負・浪人との野試合。
暁月銀とともに侍を倒し続けて剣の腕を磨いてきた。そのために、近隣では敵知らずの腕前となり、「峠の侍狩り」「山犬」の異名で恐れられる存在になる。
暁月 銀（あかつき ぎん）
白色の肌と銀色の髪を持ち、額に「犬」と彫られた刺青がある少年。1849年（天保20年）2月14日生まれ。15歳。近江国（現在の滋賀県）出身。身長は五尺七寸（171cm）。流派は我流長刀剣術。好物は都や西洋から伝わる新しい物・食べ物。趣味は刃朗との剣術勝負・浪人との野試合。
幕府の機密情報を持ち逃げした松永主善を討とうとして致命傷を負い、志半ばで命を落としてしまう。

### 新撰組
市村 鉄之助（いちむら てつのすけ）
新撰組で土方歳三付きの少姓をしている15歳の少年。近藤勇の言い付けで、暁月刃朗の世話役を任されることになった。いつも口喧嘩が絶えなかったものの、いつしかお互の実力を認め合う、終生の友となる。実在の人物、市村鉄之助がモデル。
土方 歳三（ひじかた としぞう）
新撰組を副隊長を務めており、新撰組を作った中心メンバーの1人。29歳。松永主善との戦いで瀕死の重傷を負った暁月刃朗に獣刃を渡し、彼を生き残らせた。実在の人物、土方歳三がモデル。
沖田 総司（おきた そうじ）
弱冠20歳にして新撰組の逸番隊組長を務めている。剣の実力派新撰組でも一、二を争うほど。暁月刃朗が新撰組に入隊してからは、刃朗をいじるのが趣味となる。実在の人物、沖田総司がモデル。
近藤 勇（こんどう いさみ）
新撰組のすべての隊士をまとめる筆頭局長を務めており、新撰組を作った中心メンバーの1人。30歳。実在の人物、近藤勇がモデル。
山崎 丞（やまざき すすむ）
新撰組の監察を務めており、情報や潜入任務を行っている。「へのへのもへじ」が書かれたお面を常に被っている変人で、その素顔は土方歳三と近藤勇しか知らない。監査としての能力は極めて優れているため、実質的に土方の右腕の存在。実在の人物、山崎丞がモデル。
島田 魁（しまだ かい）
新撰組の監査を務めている。36歳。筋骨隆々で新撰組一番の力持ち。見た目に似合わない繊細な仕事ぶりが評価されており、土方歳三からも厚い信頼を得ている。実在の人物、島田魁がモデル。
尾関 雅次郎（おぜき まさじろう）
新撰組の監査を務めている。20歳。隊のシンボルである「誠」の旗を持つ旗役に任されている。面倒見の新人である、暁月刃朗にも目をかけていた。実在の人物、尾関雅次郎がモデル。
永倉 新八（ながくら しんぱち）
新撰組の弍番隊隊長を務めている。25歳。やる気のない雰囲気があるが、実は沖田総司と並ぶ剣の実力者。実在の人物、永倉新八がモデル。
斉藤 一（さいとう はじめ）
新撰組の参番隊隊長を務めいる。20歳。髪を目元で隠した寡黙な剣士。実在の人物、斎藤一がモデル。
藤堂 平助（とうどう へいすけ）
新撰組の叭番隊隊長を務めている。20歳。新撰組きっての若手組長。普段は臆病だが、戦闘になると好戦的な人格に豹変。実在の人物、藤堂平助がモデル。
原田 左之助（はらだ さのすけ）
新撰組の什番隊隊長を務めている。24歳。2メートルを越える巨漢で、とにかく声が大きいムードメーカ的存在。自由気ままな性格で、食事と睡眠と女性が好き。実在の人物、原田左之助がモデル。

### 長州藩
松永 主善（まつなが しゅぜん）
新撰組の元隊士で、左目に傷の入った侍の男性。長州藩の間者になり、京都の新撰組の屯所から幕府の機密情報を持ち逃げした裏切り者。実在の人物、松永主善がモデル。
古高 俊太郎（ふるたかしゅんたろう）
「枡屋嬉右衛門」という偽名を持ち、表向きは京にある老舗商店の店主をしている。その正体は、京に出入りする長州浪士を操る、長州藩の浪士の大元締め。実在の人物、古高俊太郎がモデル。

### 土佐藩
坂本 龍馬（さかもと りょうま）
土佐藩を脱藩した浪士で、すべての反幕府勢力を影で操っていた男性。実在の人物、坂本龍馬がモデル。
岡田 以蔵（おかだ いぞう）
土佐の脱藩浪士で、長州藩の手先となり、京で百人以上の人間を斬り続けていた凄腕の剣士。そのあまりの強さゆえに、新撰組からは「人斬り以蔵」という異名で呼ばれていた。実在の人物、岡田以蔵がモデル。

### 薩摩藩
中村 半次郎（なかむら はんじろう）
目元に奇怪なお面をお面を付けた薩摩藩士。「人斬り半次郎」の異名をとる凄腕の剣士。その実力は、岡田以蔵に並ぶ腕前の持ち主。実在の人物、中村半次郎がモデル。
河上 彦斎（かわかみ げんさい）
目元に奇怪なお面を付けた薩摩藩士。「人斬り彦斎」の異名をとる凄腕の剣士。その実力は、岡田以蔵に並ぶ腕前の持ち主。実在の人物、河上彦斎がモデル。

### 肥後藩
宮部 鼎蔵（みやべ ていぞう）
京の池田屋を拠点にしていた肥後の脱藩浪士で、首に数珠を巻いている男性。幕府を倒し、新しい国を立てようと画策する倒幕派の一員。実在の人物、宮部鼎蔵がモデル。

## 書誌情報
- 芝田優作『ヨアケモノ』集英社〈ジャンプ・コミックス〉、全2巻
  1. 2014年12月4日発売[4]、ISBN 978-4-08-880273-2
  2. 2015年1月5日発売[5]、ISBN 978-4-08-880278-7